# Robertson (Wyoming)
Robertson és una concentració de població designada pel cens dels Estats Units a l'estat de Wyoming. Segons el cens del 2000 tenia 59 habitants.

## Demografia
Segons el cens del 2000, Robertson tenia 59 habitants, 23 habitatges, i 18 famílies. La densitat de població era de 7,3 habitants/km².
Dels 23 habitatges en un 26,1% hi vivien nens de menys de 18 anys, en un 73,9% hi vivien parelles casades, en un 8,7% dones solteres, i en un 17,4% no eren unitats familiars. En el 13% dels habitatges hi vivien persones soles el 4,3% de les quals corresponia a persones de 65 anys o més que vivien soles. El nombre mitjà de persones vivint en cada habitatge era de 2,57 i el nombre mitjà de persones que vivien en cada família era de 2,84.
Per edats la població es repartia de la següent manera: un 25,4% tenia menys de 18 anys, un 3,4% entre 18 i 24, un 16,9% entre 25 i 44, un 28,8% de 45 a 60 i un 25,4% 65 anys o més.
L'edat mediana era de 48 anys. Per cada 100 dones de 18 o més anys hi havia 91,3 homes.
La renda mediana per habitatge era de 52.750 $ i la renda mediana per família de 31.875 $. Els homes tenien una renda mediana de 21.875 $ mentre que les dones 36.250 $. La renda per capita de la població era de 17.432 $. Entorn del 10,5% de les famílies i el 7,9% de la població estaven per davall del llindar de pobresa.

## Poblacions més properes
El següent diagrama mostra les poblacions més properes.